# Лілло Бранкато
Лілло Бранкато-молодший (англ. Lillo Brancato Jr., нар. 30 серпня 1976) — американський актор, відомий ролями Калоджеро Анеллі в режисерському дебюті Роберта де Ніро «Бронкська історія» і молодого мафіозі Меттью Бевілакуа в серіалі «Клан Сопрано».
У грудні 2005 року Бранкато засуджений до 10 років в'язниці за участь в пограбуванні будинку і вбивстві офіцера поліції Деніела Еншотегі в Бронксі. Актор відбував покарання в кількох в'язницях і умовно-достроково звільнений в грудні 2013 року. З моменту звільнення Бранкато спробував відновити акторську кар'єру, але кримінальне минуле і зіпсована репутація значно обмежили його подальші кар'єрні перспективи.

## Біографія
Бранкато народився в Боготі (Колумбія) 30 серпня 1976 року. У віці чотирьох місяців він був усиновлений італо-американської парою — Лілло-старшим, будівельником, і Доменікою, фахівчинею з електролізу, що проживали в місті Йонкерс, штат Нью-Йорк.
Акторська кар'єра Бранкато почалася після того, як його на пляжі побачив скаут, який помітив зовнішню схожість хлопця з Робертом де Ніро. Бранкато був великим шанувальником де Ніро і особливо любив фільм «Таксист», часто імітуючи звички і манеру розмови де Ніро. Це допомогло йому отримати роль в режисерському дебюті де Ніро — «Бронкська історія», де Бранкато зіграв підлітка, який розривається між своїм батьком-водієм автобуса і місцевим мафіозі, з яким подружився ще в дитинстві. Згідно з журналом «New York», Бранкато отримав гонорар в 25 тисяч доларів за свою роль. Вже на наступний рік Бранкато знявся у фільмі «Людина епохи Відродження» з Денні ДеВіто, і до 2000 року встиг зіграти в декількох великих фільмах на ролях другого плану і в епізодах.
Починаючи з 2000 року, Бранкато почав зніматися в серіалі «Клан Сопрано» в ролі молодого бандита з кримінального синдикату Тоні Сопрано. Бранкато з'явився в п'яти епізодах другого сезону, після чого його персонаж був «убитий».

### Арешт і в'язниця
Коли в 1993 році закінчилися зйомки «Бронкської історії», Роберт Де Ніро і Чезз Палмінтері попередили Бранкато, що коли фільм вийде на екрани, його життя різко зміниться, і йому доведеться бути дуже розумним і обережним у прийнятті рішень. Але Бранкато, за власним зізнанням, будучи 17-річним підлітком, якого на роль вибрав сам де Ніро, не сприйняв наставляння досвідчених товаришів всерйоз . Сумнівні знайомства, лінь і впевненість у своєму «зоряному» статусі привели до того, що Бранкато почав халатно ставитися до пропонованих ролей і призвичаївся до наркотиків. Його кар'єрні перспективи стали стрімко погіршуватися, тоді як наркотична залежність Бранкато все посилювалася: він перейшов з легких наркотиків на кокаїн і героїн. Не вплинули на нього і вмовляння Джеймса Гандольфіні під час зйомок «Клана Сопрано», який бачив, що молодий актор вступив на слизьку дорогу .
10 червня 2005 року Бранкато був заарештований патрульною поліцією за звинуваченням у зберіганні героїну, чотири пакетики з яким були виявлені у актора в пачці сигарет.
10 грудня 2005 року Бранкато був заарештований за підозрою у вбивстві поліцейського Деніела Еншотегі в Бронксі . Еншотегі завадив пограбуванню, яке намагалися здійснити Бранкато і батько його дівчини — 48-річний Стівен Арменто. Еншотегі викликав підкріплення, але до його прибуття вступив в перестрілку з грабіжниками, в ході якої отримав смертельне поранення. Бранкато і Арменто також отримали вогнепальні поранення і були заарештовані поліцією неподалік від місця злочину.
Арменто був визнаний винним у вбивстві Еншотегі і засуджений до довічного ув'язнення без права перегляду. Бранкато звинувачений у вбивстві другого ступеня, але присяжні визнали його невинним. Проте актор був засуджений за спробу пограбування першого ступеня і отримав 10 років тюремного ув'язнення. У суді Бранкато плакав і просив вибачення у сім'ї убитого, на що сестра Еншотегі саркастично заявила, що цей виступ Бранкато гідний «Оскара» .
31 грудня 2013 року Бранкато був умовно-достроково звільнений .

### Подальше життя
Вийшовши з в'язниці, Бранкато спробував відновити акторську кар'єру, але будь-яких помітних ролей в студійних фільмах не отримав. Чезз Палмінтері відкрито заявив, що не допомагатиме своєму колишньому колезі відновити кар'єру. У 2018 році Бранкато став героєм автобіографічного документального фільму «Wasted Talent» («Розтрачений талант»), що розповідає про його зльот і падіння. Назва фільму є відсиланням до фрази з фільму «Бронкська історія», коли Лоренцо Анеллі (Роберт Де Ніро) говорить своєму синові Калоджеро (Бранкато), що «найсумніше в житті — це розтрачений даремно талант».

## Фільмографія
| Рік  |    | Українська назва            | Оригінальна назва            | Роль                                                      |
| ---- | -- | --------------------------- | ---------------------------- | --------------------------------------------------------- |
| 1993 | ф  | Бронкська історія           | A Bronx Tale                 | Калоджеро «Сі» Анелло (17 років)                          |
| 1994 | ф  | Людина епохи Відродження    | Renaissance Man              | рядовий Донні Бенітез                                     |
| 1995 | ф  | Багряний приплив            | Crimson Tide                 | підстаршина третього класу Рассел Фосслер                 |
| 1997 | тф | Пожежна                     | Firehouse                    | Гаетано Лувулло                                           |
| 1998 | ф  | Ворог держави               | Enemy of the State           | молодий працівник                                         |
| 1998 | ф  | Провокатор                  | Provocateur                  | Кріс Фінн                                                 |
| 1999 | ф  |                             | The Florentine               | Малий                                                     |
| 1999 | с  | Пістолет мерця              | Dead Man's Gun               | Джузеппе Джіззіпіні (серія «Лоза»)                        |
| 2000 | ф  |                             | Mambo Café                   | Візел                                                     |
| 2000 | ф  | Блакитний Місяць            | Blue Moon                    | Піт                                                       |
| 2000 | ф  |                             | Table One                    | Джонні                                                    |
| 2000 | с  | Клан Сопрано                | The Sopranos                 | Метью Бевілаква (5 серій)                                 |
| 2000 | с  | Фальконе                    | Falcone                      | Альберто «Щасливчик» Фема                                 |
| 2001 | ф  | У тіні                      | In the Shadows               | Джиммі П'єраззі                                           |
| 2001 | ф  | Наше Різдво                 | 'R Xmas                      | чоловік                                                   |
| 2001 | тф | Група визволення заручників | Hostage Rescue Team          | спеціальний агент Том Монтелеоне                          |
| 2002 | ф  |                             | The Real Deal                | Семі Саксо                                                |
| 2002 | ф  | Пригоди Плуто Неша          | The Adventures of Pluto Nash | Ларрі                                                     |
| 2002 | с  | Поліція Нью-Йорка           | NYPD Blue                    | Гарі Монтанері (серія «Мертве м'ясо в новому делікатесі») |
| 2004 | ф  | Центр міста: Вулична казка  | Downtown: A Street Tale      | Ленні                                                     |
| 2005 | ф  | У пошуках Боббі Д.          | Searching for Bobby D        | Боббі                                                     |